# Aspidistra lurida
Aspidistra lurida là một loài thực vật có hoa trong họ Măng tây. Loài này được Ker Gawl. mô tả khoa học đầu tiên năm 1822.